# Braylon Edwards
Braylon Jamel Edwards (Detroit, 21 febbraio 1983) è un ex giocatore di football americano statunitense che ha militato nel ruolo di wide receiver nella National Football League (NFL). Fu scelto come terzo assoluto nel Draft NFL 2005 dai Cleveland Browns. Al college ha giocato a football coi Michigan Wolverines dove fu premiato come All-American.

## Carriera professionistica

### Cleveland Browns

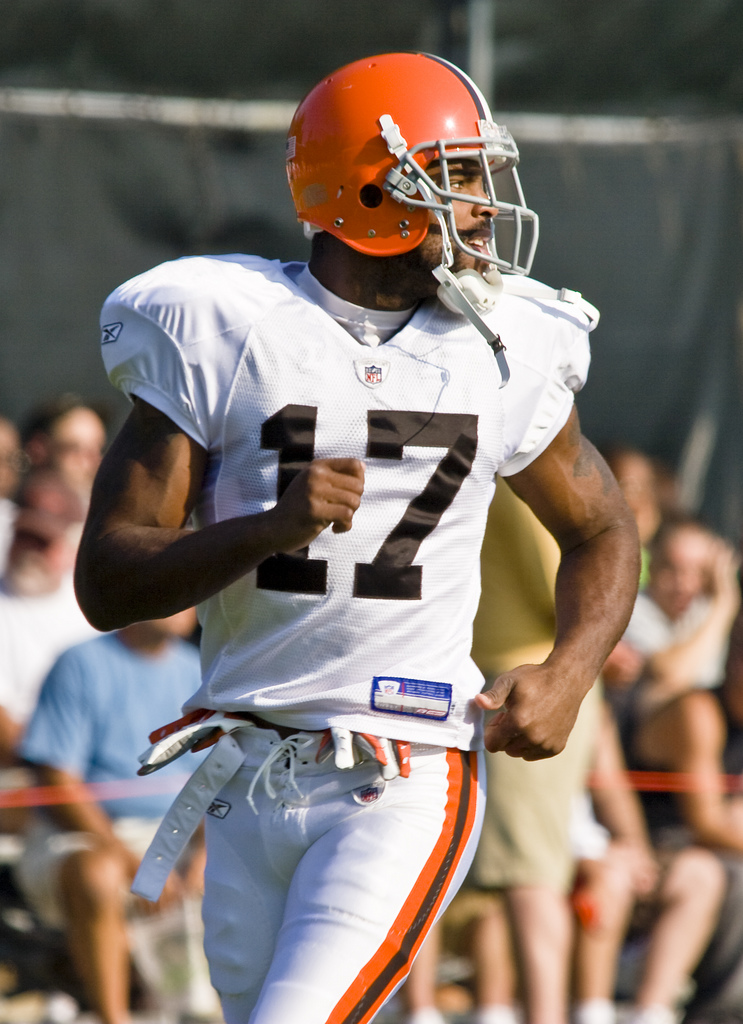
Edwards al training camp dei Browns nel 2008.

Edwards fu scelto come terzo assoluto del Draft 2005 dai Cleveland Browns. Braylon iniziò la sua stagione come terzo wide receiver di Cleveland. All'inizio della stagione, Edwards rivelò di aver avuto un'infezione da staffilococco, facendogli perdere qualche settimana di allenamento. A metà stagione fu promosso come titolare. Il suo debutto nella lega avvenne l'11 settembre contro i Cincinnati Bengals mentre il suo primo touchdown su ricezione lo segnò la settimana successiva contro i Green Bay Packers. Egli totalizzò 512 yard su ricezione e 3 touchdown prima che un infortunio al ginocchio ponesse fine anzitempo alla sua stagione. Edwards si operò alla fine della stagione e trascorse il periodo della riabilitazione con Kellen Winslow II, anch'egli sulla via del recupero da un infortunio.
Edwards, come Winslow, effettuò la riabilitazione con successo, divenendo disponibile per la gara di apertura della stagione 2006. Edwards divenne il principale ricevitore dei Browns dopo l'infortunio a Joe Jurevicius in quella stagione. Edwards totalizzò 61 ricezioni per 884 yards e 6 touchdown alla fine dell'anno. La sua stagione fu però anche caratterizzata da comportamenti turbolenti, come le frequenti discussioni a bordo campo con gli avversari e la sua presenza alla partita di college tra Michigan e la Ohio State, match segnato da una profonda rivalità, fu sconsigliata da diversi veterani della squadra. Malgrado ciò, Edwards si presentò alla partita e a causa di ciò arrivò in ritardo a un incontro dei Browns.
Edwards giocò una grande stagione nel 2007 tanto da venire convocato per il Pro Bowl, il primo ricevitore dei Browns a ricevere tale onore da Webster Slaughter nel 1989. Edwards superò il record di franchigia per yard ricevute in una stagione con 1.289, superando il record di Slaughte di 1.236 nel 1989 e anche il primato di squadra di touchdown ricevuti con 16, superando i 13 stabiliti da Gary Collins nel 1963. I 16 touchdown di Edwards lo posero al secondo posto nella lega dietro a Randy Moss che stabilì il record NFL con 23.
Edwards scommise pubblicamente con Michael Phelps che avrebbe segnato 17 touchdown su ricezione nel 2008. Ad ogni modo, Edwards e i Browns faticarono per tutta l'annata. I Browns terminarono con un record di 4–12 e Braylon guidò la NFL in passaggi mancati con 23. Braylon segnò solamente 3 touchdown.

### New York Jets
Il 7 ottobre 2009, Edwards fu scambiato coi New York Jets in cambio del wide receiver Chansi Stuckey, del linebacker Jason Trusnik e di una scelta del terzo e del quinto giro del Draft NFL 2010. In 12 gare per New York, Braylon ricevette 35 passaggi per 541 yard e 4 touchdown. Braylon disputò i suoi primi playoff quell'anno. Nelle prime due gare dei Jets, Braylon ricevette solo 4 passaggi per 56 yard ma nella finale della AFC contro gli Indianapolis Colts, Braylon ricevette un touchdown da 80 yard che aprì le marcature per i Jets. Egli terminò con 2 ricezioni per 100 yard e un touchdown nella sconfitta 30-17.
Edwards rimase coi New York Jets anche nella stagione 2010, ricevendo 53 passaggi per 904 yard e 7 touchdown, coi Jets che si fermarono nuovamente a un passo dal Super Bowl perdendo nella finale della AFC contro i Pittsburgh Steelers.

### San Francisco 49ers
Il 4 agosto 2011, Edwards firmò un contratto di un anno da un milione di dollari coi San Francisco 49ers. Il contratto sarebbe salito a 3,5 milioni se il giocatore avesse fatto registrare più di 90 ricezioni o fosse stato convocato per il Pro Bowl. Il 27 dicembre fu tagliato senza aver raggiunto nessuno di questi obiettivi.

### Seattle Seahawks
Il 31 luglio 2012, Edwards firmò un contratto annuale coi Seattle Seahawks. Nel debutto stagionale dei Seahawks il 9 settembre 2012, Edwards guidò la squadra con 5 ricezioni per 43 yard nella sconfitta con gli Arizona Cardinals 16-20. I Seahawks rimontarono 13 punti ai New England Patriots nella settimana 6 portandosi su un record di 4-2 con Edwards che contribuì alla rimonta segnando il primo touchdown della sua stagione su passaggio di Russell Wilson.
Dopo aver totalizzato solo 8 ricezioni per 74 yard e un touchdown, Edwards fu tagliato dai Seahawks all'inizio del mese di dicembre.

### Ritorno ai Jets
Dopo il taglio da parte di Seattle, i Jets, a corto di ricevitori per il finale di stagione, ripresero Edward tra le loro file il 12 dicembre. Il 26 agosto 2013 fu svincolato.

## Palmarès
- Pro Bowl (2007)
- All-Pro (2007)
- Fred Biletnikoff Award (2004)

## Statistiche
Stagione regolare
| Anno | Squadra             | Gare | Gare | Ricezioni | Ricezioni | Ricezioni | Ricezioni | Ricezioni | Corse | Corse | Corse | Corse | Corse | Fumble | Fumble |
| Anno | Squadra             | P    | PT   | Ric       | Yard      | Media     | Max       | TD        | Ten   | Yard  | Media | max   | TD    | FUM    | Persi  |
| ---- | ------------------- | ---- | ---- | --------- | --------- | --------- | --------- | --------- | ----- | ----- | ----- | ----- | ----- | ------ | ------ |
| 2005 | Cleveland Browns    | 10   | 7    | 32        | 512       | 16.0      | 80T       | 3         | -     | -     | -     | -     | -     | -      | -      |
| 2006 | Cleveland Browns    | 16   | 15   | 61        | 884       | 14.5      | 75        | 6         | 3     | 7     | 2.3   | 8     | 0     | -      | -      |
| 2007 | Cleveland Browns    | 16   | 16   | 80        | 1,289     | 16.1      | 78T       | 16        | -     | -     | -     | -     | -     | 3      | 2      |
| 2008 | Cleveland Browns    | 16   | 16   | 55        | 873       | 15.9      | 70        | 3         | -     | -     | -     | -     | -     | -      | -      |
| 2009 | Cleveland Browns    | 4    | 4    | 10        | 139       | 13.9      | 24        | 0         | -     | -     | -     | -     | -     | -      | -      |
| 2009 | New York Jets       | 12   | 11   | 35        | 541       | 15.5      | 65T       | 4         | -     | -     | -     | -     | -     | 1      | 1      |
| 2010 | New York Jets       | 16   | 15   | 53        | 904       | 17.1      | 74T       | 7         | 1     | 4     | 4.0   | 4     | 0     | 1      | 1      |
| 2011 | San Francisco 49ers | 9    | 5    | 15        | 181       | 12.1      | 24        | 0         | -     | -     | -     | -     | -     | -      | -      |
| 2012 | Seattle Seahawks    | -    | -    | -         | -         | -         | -         | -         | -     | -     | -     | -     | -     | -      |        |
|      | Totale              | 90   | 84   | 326       | 5,142     | 15.8      | 80        | 39        | 4     | 11    | 2.8   | 8     | 0     | 5      | 4      |